# Disibodenberg

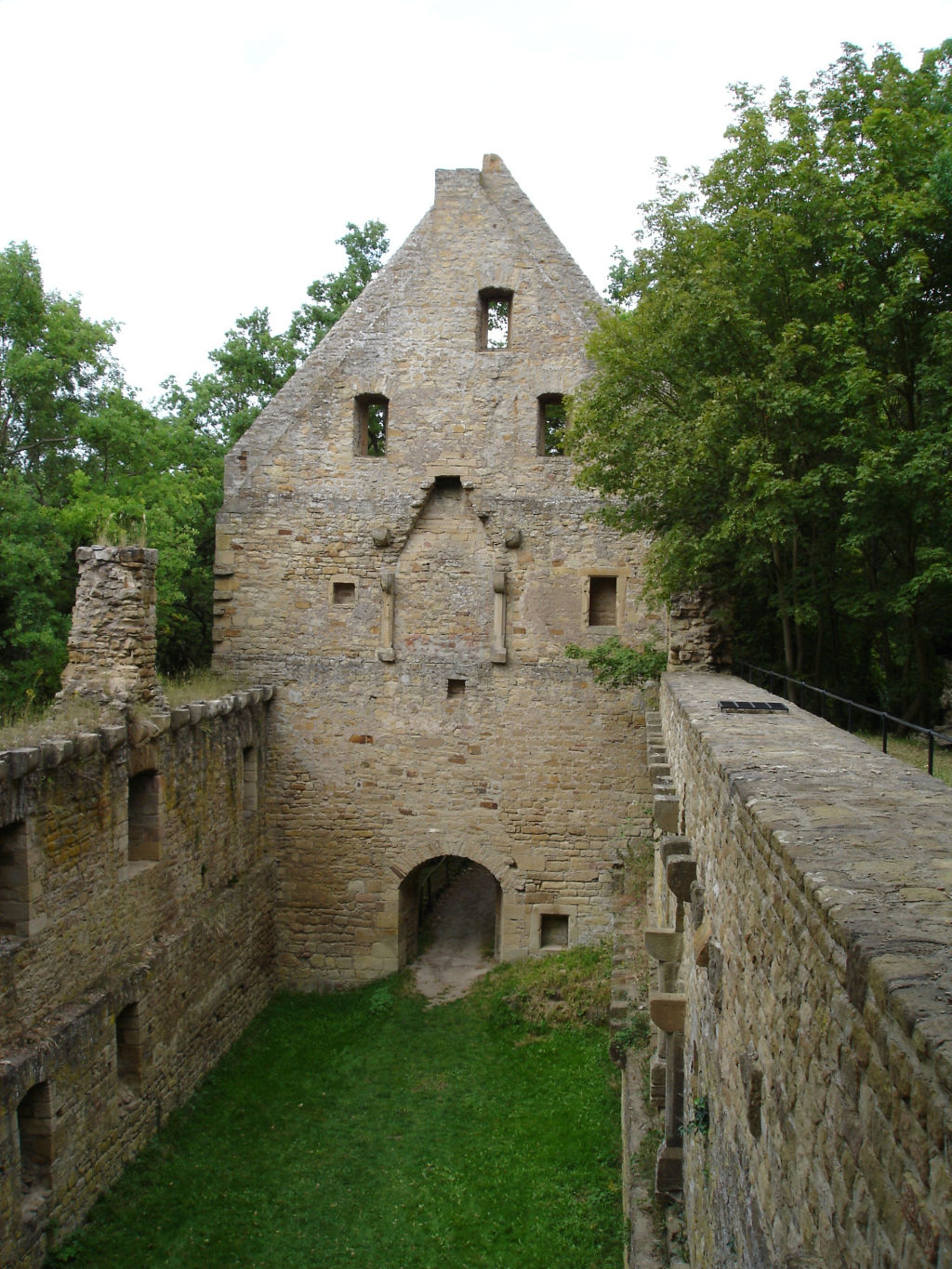
Ruinas del monasterio de Disibodenberg.

Disibodenberg es un monasterio en ruinas en Renania-Palatinado, Alemania, cerca de Odernheim am Glan. Fue fundado por San Disibodo. Santa Hildegarda de Bingen, que escribió una Vita Sancti Disibodi, también vivió en Disibodenberg, mientras este fue un monasterio dúplice, hasta la construcción del monasterio de Rupertsberg.
Según Hildegarda, en 640 Disibodo llegó como misionero desde Irlanda al Reino franco. Después de trabajar durante 10 años en los Vosgos y las Ardenas, se trasladó a Odernheim am Glan y empezó a enseñar allí. Después de su muerte, se fundó el monasterio. Los normandos y los húngaros saquearon y destruyeron el lugar varias veces, pero Willigis, arzobispo de Maguncia, reconstruyó la iglesia y el monasterio en el siglo X.